# Jean Somer
Pour les articles homonymes, voir Somer.
Pour l’article ayant un titre homophone, voir Jean Sommer.
Jean Somer est un facteur d'orgue français des XVIIIe et XIXe siècles.
Il est notamment le facteur des orgues de l'église Saint-Étienne à Brie-Comte-Robert (Seine-et-Marne).
Jean Somer a aussi travaillé sur l'orgue de l'abbaye de Saint-Germain-des-Prés.
En 1801, il transporte au Panthéon de Paris l'orgue des Bénédictins anglais.
En 1791, il transfère l'orgue de l'église du couvent de l'Annonciation (reconstruit par Joseph Merklin en 1836) dans l'église Saint-Philippe-du-Roule.